# Altobankesia cavernicolella
Altobankesia cavernicolella är en fjärilsart som beskrevs av Wolfgang Dierl 1966. Altobankesia cavernicolella ingår i släktet Altobankesia och familjen säckspinnare. Inga underarter finns listade i Catalogue of Life.